# Cis friebi
Cis friebi là một loài bọ cánh cứng trong họ Ciidae. Loài này được Roubal miêu tả khoa học năm 1933.